# Đông Lộc
Đông Lộc là một xã thuộc tỉnh Nghệ An, Việt Nam. Xã được hình thành trên cơ sở sáp nhập các xã Khánh Hợp, Nghi Thạch và Thịnh Trường của huyện Nghi Lộc trong đợt Sáp nhập tỉnh thành Việt Nam 2025.

## Địa lý
Xã Đông Lộc có vị trí địa lý:
- Phía Đông giáp phường Cửa Lò;
- Phía Nam giáp phường Vinh Phú và phường Vinh Lộc;
- Phía Tây giáp xã Nghi Lộc và xã Trung Lộc;
- Phía Bắc giáp xã Trung Lộc và phường Vinh Lộc.

Xã Đông Lộc có diện tích tự nhiên 29,32 km².

## Hành chính và tên gọi
Xã Đông Lộc được thành lập theo Nghị quyết số 1678/NQ-UBTVQH15 của Ủy ban Thường vụ Quốc hội Việt Nam, ban hành ngày 16 tháng 6 năm 2025. Theo đó, sắp xếp toàn bộ diện tích tự nhiên, quy mô dân số của các xã Khánh Hợp, Nghi Thạch và Thịnh Trường thuộc huyện Nghi Lộc trước đây thành một xã mới có tên gọi là xã Đông Lộc.
Trước đó, theo Đề án sắp xếp đơn vị hành chính cấp xã tỉnh Nghệ An, xã này là xã Nghi Lộc 3.
Sau sắp xếp xã có diện tích tự nhiên: 29,32 km², quy mô dân số: 31.219 người.